# Alchemilla alba
Alchemilla alba är en rosväxtart som beskrevs av Fröhner. Alchemilla alba ingår i släktet daggkåpor, och familjen rosväxter. Inga underarter finns listade i Catalogue of Life.